# サンフアン州 (アルゼンチン)
サン・フアン州（サンフアンしゅう）は、アルゼンチンの州。人口は818,234人（2022年国勢調査）。州都はサン・フアン。

## 隣接州
- ラ・リオハ州 (アルゼンチン)
- サンルイス州
- メンドーサ州
- バルパライソ州
- コキンボ州
- アタカマ州

## 下位行政区画
1. アルバルドン・デパルタメント（英語版）
2. アンガコ・デパルタメント（英語版）
3. カリンガスタ・デパルタメント（英語版）
4. カピタル・デパルタメント (サンフアン州)（英語版）
5. カウセーテ・デパルタメント（英語版）
6. チンバス・デパルタメント（英語版）
7. イグレシア・デパルタメント（英語版）
8. ハチャル・デパルタメント（英語版）
9. ヌエベ・デ・フリオ・デパルタメント (サンフアン州)（英語版）
10. ポシート・デパルタメント（英語版）
11. ラウソン・デパルタメント (サンフアン州)（英語版）
12. リバダビア・デパルタメント (サンフアン州)（英語版）
13. サン・マルティン・デパルタメント (サンフアン州)（英語版）
14. サンタ・ルシア・デパルタメント（英語版）
15. サルミエント・デパルタメント (サンフアン州)（英語版）
16. ウルム・デパルタメント（英語版）
17. バジェ・フェルティル・デパルタメント（英語版）
18. ビエンティシンコ・デ・マジョ・デパルタメント (サンフアン州)（英語版）
19. ソンダ・デパルタメント（英語版）